# 拉萨大黄
拉萨大黄（学名：Rheum lhasaense）为蓼科大黄属下的一个种。